# Arctosa schweinfurthi
Arctosa schweinfurthi är en spindelart som först beskrevs av Embrik Strand 1906.  Arctosa schweinfurthi ingår i släktet Arctosa och familjen vargspindlar.
Artens utbredningsområde är Etiopien. Inga underarter finns listade i Catalogue of Life.